# Ницлара (Болцано)
Ницлара је насеље у Италији у округу Болцано, региону Трентино-Јужни Тирол.
Према процени из 2011. у насељу је живело 108 становника. Насеље се налази на надморској висини од 256 м.